# Claus Bo Larsen
Claus Bo Larsen (Odense, 28 ottobre 1965) è un ex arbitro di calcio danese.

## Carriera
Internazionale dal 1996 ha arbitrato anche 7 partite di Coppa UEFA e 29 partite di Champions League nella sua carriera. Nel 2004 è stato designato per il torneo di calcio alle olimpiadi estive ad Atene.
Nel 2004 dirige due gare della fase finale della Coppa delle nazioni oceaniane, Australia - Nuova Zelanda finita con la vittoria per 1 a 0 dagli australiani e Figi - Nuova Zelanda sancita dalla vittoria per 2 a 0 della Nuova Zelanda.
Nel suo palmarès figurano anche le partecipazioni al Campionato mondiale di calcio Under-20 del 1999 in Nigeria e del 2005 in Olanda, mentre nel 2007 dirige una semifinale al Mondiale per club in Giappone.
Nel 2004 era stato indicato tra i 46 arbitri candidati per dirigere i Mondiali di calcio 2006 in Germania, ma nonostante le buone prestazioni fornite alla vigilia del torneo (tra cui la semifinale di coppa UEFA 2005 tra AZ Alkmaar e Sporting Lisbona e l'andata dello spareggio per l'accesso ai Mondiali tra Uruguay e Australia disputatasi nel 2005 a Montevideo), Larsen non sarebbe poi stato prescelto per le non ottimali condizioni di forma fisica.
Nel 2008 ha diretto la Supercoppa UEFA tra lo Zenit San Pietroburgo e il Manchester United svoltasi a Monaco il 29 agosto 2008.
Pur essendo stato inserito nella lista dei 54 pre-selezionati in vista dei Mondiali di calcio in Sudafrica nel 2010, viene poi scartato nel taglio successivo. La FIFA, comunque, nel novembre 2009 lo designa per l'andata dello spareggio per l'accesso ai Mondiali 2010 tra Russia e Slovenia.
Vanta la direzione in una semifinale di UEFA Champions League (nell'edizione 2008-2009 Manchester United-Arsenal) e in una semifinale di Europa League (nell'edizione 2009-2010 Amburgo-Fulham).
La sua ultima direzione internazionale è stata l'8-12-2010 allo stadio Meazza di San Siro, dove si sono affrontate Milan ed Ajax per un punteggio finale di 0-2.
Terminata la stagione 2012-2013, pone fine alla sua carriera anche in ambito nazionale.